# Pyrus nivalis
Pyrus nivalis — вид квіткових рослин родини трояндових (Rosaceae).

## Біоморфологічна характеристика
Це невелике листопадне дерево чи кущ. Подібний до P. pyraster, але листя знизу залишаються шерстистими, цілі або лише дрібно зазубрені на кінчику. Довжина плодів всього 3–5 см. Може виростати до 20 метрів у висоту. Насіння зворотно-яйцювате, з одного боку сплощене, 7–8 × 4–5 мм, поверхня гладка, не блискуча, від червонувато-коричневої до чорної. 2n=34.

## Поширення
Зростає у Європі від Іспанії до України та в Туреччині.
В Україні росте у Криму (південь, гори), а також культивується в садах і парках, нерідко дичавіє.

## Використання
Дикий родич і потенційний донор генів груші, Pyrus communis subsp. communis. Його також можна використовувати як підщепу. Дерево культивується в деяких частинах Європи, особливо навколо Орлеана у Франції, його плоди використовують для виготовлення грушевого сидру.